# Vacquiers
Vacquiers é uma comuna francesa na região administrativa da Occitânia, no departamento do Alto Garona. Estende-se por uma área de 19.61 km², com 1.310 habitantes, segundo o censo de 2018, com uma densidade de 67 hab/km².